# Beli
Beli ("gemir") es en la mitología nórdica el hijo de los gigantes Gymir y Aurboda y hermano de la esposa del dios Frey, Gerd. 
En la poesía escáldica y en la édica, Frey es a veces llamado el "enemigo de Beli" (Belja dólgr, en Eyvindr skáldaspillir de Háleygjatal, 3) o " el asesino de Beli" (bani Belja en Völuspá,53). La forma en que Frey mató a Beli es contada por Snorri Sturluson en Gylfaginning, (37) durante el relato del cortejo de Gerðr. Las circunstancias alrededor del evento no son dadas pero se plantea que como Frey había dado su espada a su sirviente Skirnir antes de enviarlo a cortejar a Gerðr, él estaba desarmado y por lo tanto usó una cornameta de ciervo para matar al gigante. Cuando Gylfi expresó sorpresa por el hecho de que Frey hubiese entregado su espada, Hárr desestima su preocupación al decir que Frey podría haber matado a Beli solo con sus manos, si hubiese querido, pero luego agrega que podría arrepentirse de su decisión cuando llegue el Ragnarök y Frey tenga que luchar contra los hijos de Muspell.
La única evidencia de que Beli fuese un gigante se encuentra en Þjóðólfr de Hvinir, en Haustlöng, (18). 
Se asume que Beli era el hermano de Gerðr, basándose en la estrofa 16 de Skírnismál donde Gerðr expresa su temor de que un hombre desconocido que ha ido a visitarla sea el asesino de su hermano.
- Datos: Q652584